# Erich Hallhuber senior
Erich Hallhuber (* 20. Februar 1929 in München; † 28. November 2015 ebenda) war ein deutscher Schauspieler und Opernsänger (Bassbariton).

## Leben
Erich Hallhuber war studierter Betriebswirt und arbeitete bereits während des Studiums an den Münchner Kammerspielen. Seine Sängerkarriere begann er 1959 als Bassbariton in Passau. Nachdem er diesen Beruf aus gesundheitlichen Gründen nach sieben Jahren hatte aufgeben müssen, war Hallhuber Schulungsleiter bei einer Versicherung.
Als sein Sohn Erich, der 2003 starb, einen Fernsehvater für die dreiteilige Fernsehreihe Geschichten aus dem Nachbarhaus suchte, begann Erich Hallhubers dritte Karriere. Von da an spielte er unter anderem in Im Namen des Herrn mit Heiner Lauterbach, im Tatort, in der BR-Serie Franzi und im Komödienstadel. In dem Heimatfilm Gipfelsturm spielte Hallhuber neben Konstantin Wecker und Johannes Zirner eine Hauptrolle; der Film aus der Reihe Alpendramen handelt von der Vermessung der Zugspitze.
Ab 2009 spielte er in der Fernsehserie Dahoam is Dahoam in der Rolle des „Alois Preissinger“ mit, für die er bis einen Tag vor seinem Tod noch vor der Kamera stand. Bis 25. Februar 2015 war er somit noch in der Serie zu sehen.
Am 28. November 2015 starb Hallhuber im Alter von 86 Jahren in München. Die Urne wurde am Friedhof München-Untermenzing (Gräberfeld 2, Reihe 1, Nummer 0007) beigesetzt.

## Filmografie (Auswahl)
- 2003: Geschichten aus dem Nachbarhaus (Fernsehdreiteiler)
- 2003: Im Namen des Herrn (Fernsehfilm)
- 2006–2009: Der Komödienstadel (Fernsehreihe, acht Folgen)
  - 2006: Zur Ehe haben sich versprochen
  - 2007: Alles fest im Griff
  - 2007: Links Rechts Gradaus
  - 2007: Die Versuchung des Aloysius Federl
  - 2008: Die schöne Münchnerin
  - 2008: Die Weiberwallfahrt
  - 2009: Endstation Drachenloch
  - 2009: Glenn Miller & Sauschwanzl
- 2007: Gipfelsturm (Fernsehfilm)
- 2009–2015: Dahoam is Dahoam (Fernsehserie)
- 2010: In aller Stille